# Hemidezmosom
Hemidezmosom je zadebljano područje koje nalazimo duž stanične opne stanica epitela. Elektronske je gustoće. Pojavljuje se u različitim intervalima. Okrenuto je prema lamina lucida. Povezuju stanicu i bazalnu membranu.
Dva susjedna hemidezmoso]a koje odvaja zona u kojoj je gusti granulirani materijal tvore staničnu strukturu u staničnoj membrani, dezmosom.
Pod elektronskim mikroskopom izgleda kao pola dezmosoma. Kao i oni služe stabiliziranju epitelnih stanica, a unutar stanice povezane su intermedijarnim nitima. Međutim, ne povezuju međusobno različite stanice. Povezuju međusobno bazalne gornje površine epitelnih stanica s bazalnom membranom koja leži između njih. Izvanstanične adhezijske molekule ovdje nisu dezmogleini kao što je kod dezmosoma, nego integrin. Ovdje izvanstanične proteinske domene integrina za lamininske bjelančevine bazalne membrane (bazalne lamine). Unutarstanična domena integrina vezuje preko sidrenih proteina (plektina) na keratinske niti. Nasuprot dezmosomima, kod hemidezmosoma krajevi keratinskih niti često su usidreni.

## Vanjske poveznice
- Interzelluläre Verbindungen mit Zeichnungen (njemački)